# Безобразная невеста
«Безобразная невеста» (англ. The Abominable Bride) — специальный выпуск британского телесериала «Шерлок». Эпизод впервые был показан 1 января 2016 года на BBC One, PBS и RTÉ 2. Действие эпизода шоу происходит в альтернативной временной линии: в обстановке Викторианского Лондона из оригинальных рассказов Артура Конан Дойла. Название эпизода основано на цитате «Отчёт о кривоногом Риколетти и его безобразной жене» из «Обряда дома Месгрейвов», которая ссылается на дело, упомянутое Холмсом.
Эпизод получил премию «Эмми» за лучший телефильм, что стало первой победой сериала в этой категории.

## Сюжет
Викторианская Англия. Доктор Джон Ватсон был комиссован после ранения, полученного во время боев 2-й англо-афганской войны и возвращается в Лондон. Ватсона встречает Стэмфорд, его сокурсник по «Барту», который знакомит его с Шерлоком Холмсом. Шерлок бьёт трупы тростью, чтобы узнать принцип появления синяков после смерти. Холмс приглашает Ватсона разделить его новую квартиру на Бейкер-стрит. Ватсон соглашается.
В 1895 году в дом Холмса приходит инспектор Лестрейд и представляет Холмсу и Ватсону загадочный случай: Эмилия Риколетти, больная чахоткой невеста мистера Риколетти, стреляла по прохожим на улице с балкона, прежде чем застрелиться. Позже, тем же вечером, мистер Риколетти столкнулся с Эмилией, которая застрелила его, прежде чем исчезнуть в тумане. Заинтригованный, тем, что Эмилия пережила собственное самоубийство, Холмс берётся за дело. В морге доктор Хупер сообщает Холмсу, что и женщина, покончившая с собой, и женщина, убившая мистера Риколетти — обе были опознаны как Эмилия Риколетти. Оказавшись в тупике, Холмс теряет интерес к делу. Когда до него доходят слухи, что невеста возвращается и продолжает убивать других мужчин, он приходит к выводу, что это действия подражателей.
Несколько месяцев спустя, брат Холмса, Майкрофт, передаёт Шерлоку дело: муж леди Кармайкл, сэр Юстас Кармайкл, получил угрожающее предупреждение в виде апельсиновых зёрнышек, посланных ему в конверте. Сэр Юстас не желает сотрудничать, описывая свою жену как «истеричку». В эту ночь Холмс и Ватсон сидят в засаде. Похожая на призрака невеста появляется и исчезает перед ними, и позже слышен звук бьющегося стекла. Слышны крики сэра Юстаса, затем крики леди Кармайкл. Холмс обнаруживает, что сэр Юстас был заколот насмерть, по-видимому, Эмилией, которая сбегает через разбитое окно. Прибывает Лестрейд и упоминает записку, которую нашли прикреплённой к кинжалу, которого, как говорит Холмс, не было, когда он нашёл тело. В записке говорится: «Скучали по мне?» — фраза, использованная современным Джеймсом Мориарти в «Его прощальном обете». Настояв, что решение дела настолько простое, что даже Лестрейд может решить его, Холмс начинает медитировать. Появляется Мориарти и дразнит Шерлока тайной того, как Эмилия застрелила себя, но осталась жива, намекая на сходство самоубийства Мориарти в настоящем времени. Затем Мориарти стреляет себе в голову, но остаётся живым.
В настоящем времени выясняется, что события в Викторианской Англии на самом деле происходят в наркотических Чертогах разума Холмса. Самолёт вернулся в Англию через несколько минут после взлёта сразу после того, как произошло обращение Мориарти через телевидение и рекламные баннеры, затем Майкрофт, Джон и Мэри входят в самолёт, где находят горячечного Шерлока, бессвязно говорящего о нераскрытом деле Риколетти. Шерлок объясняет, что он надеялся раскрыть это дело, чтобы понять, как в настоящем времени Мориарти пережил собственное самоубийство и вернулся. Несмотря на протесты Ватсона, Шерлок вновь принимает наркотики, отступая в свои Чертоги разума.
В Викторианской Англии Ватсон будит Холмса, в голове которого переплетаются события настоящего и прошлого времени из-за разбавленного раствора кокаина, который он ввёл себе. Холмс получает телеграмму от миссис Ватсон, в которой говорится, что она нашла сообщников Эмилии в заброшенной церкви. Там они обнаруживают и прерывают собрание группы движения за права женщин (похожее на движение суфражисток в конце XIX века), в члены которого входят доктор Хупер, Джанин Хоукинс и служанка Ватсона. Холмс утверждает, что женщины использовали двойника, чтобы инсценировать смерть Эмилии, позволив ей убить мужа и создать образ невесты-карателя. Находясь при смерти, она затем попросила, чтобы ей выстрелили в рот; труп-дубликат заменили её настоящим трупом, тем самым, который видели Холмс и Ватсон в морге, чтобы её смогли опознать. С тех пор женщины использовали образ невесты, чтобы убивать мужчин, которые обидели их. Шерлок предполагает, что леди Кармайкл, будучи членом этого общества, убила своего мужа. Он выдвигает своё обвинение приближающейся невесте, предполагая, что это леди Кармайкл. Однако когда он поднимает вуаль невесты, он видит, что «невеста» на самом деле Мориарти.
Затем Шерлок, кажется, просыпается в настоящем времени, где он настаивает на том, что нужно откопать могилу Эмилии, чтобы доказать, что тело её двойника было похоронено под гробом. При выкапывании гроба он слышит, как труп Эмилии неоднократно шепчет: «Ты не забудешь». Вдруг труп движется и атакует его, затем Холмс просыпается в прошлом на краю Рейхенбахского водопада. Появляется Мориарти и говорит, что Шерлок застрял в Чертогах разума — Шерлок понимает, что он всё ещё спал, пока выкапывал труп. Двое мужчин дерутся и Мориарти получает преимущество, но появляется Ватсон и держит Мориарти на прицеле. Ватсон скидывает Мориарти с обрыва и затем спрашивает Шерлока, как он сможет проснуться в настоящем времени. Холмс решает спрыгнуть с обрыва, уверенный, что выживет.
Шерлок просыпается в настоящем времени в самолёте. Майкрофт просит Джона присмотреть за Шерлоком, надеясь, что он больше не будет принимать наркотики. После того как Джон уходит из самолёта, Майкрофт открывает блокнот Шерлока, где написано слово «Редбёрд». Шерлок приходит к выводу, что, как Риколетти, Мориарти действительно мёртв, но заранее спланировал, как осуществить свои планы после смерти. В очередной раз в Викторианской Англии Холмс представляет описание самолёта и мобильного телефона Ватсону, воспринимающему рассказ со скепсисом, и выглядывает из окна на Бейкер-стрит уже в настоящем времени.

## Съёмки

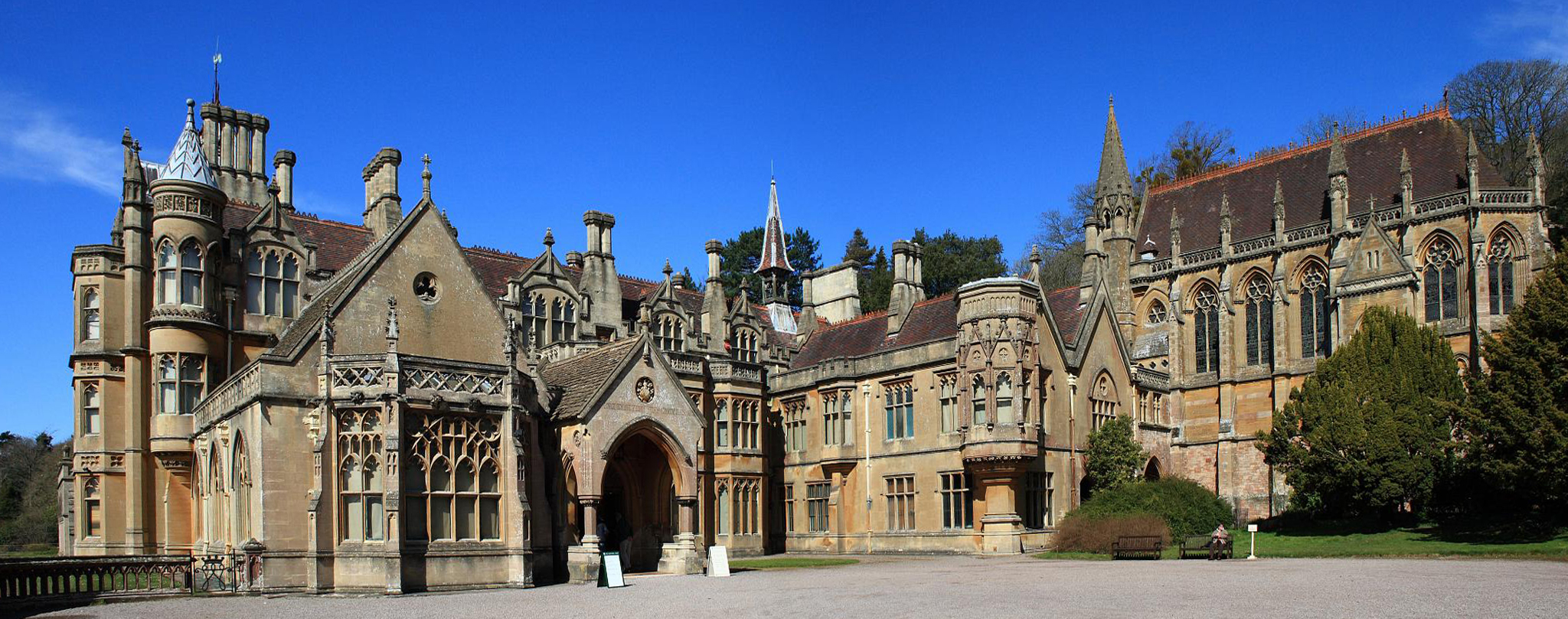
Панорамный вид на входную зону Тинтесфилда

Съёмки проходили в Доме Тинтесфилд, собственности Национального фонда в Роксвелле, недалеко от Бристоля. Также сцены были сняты в подвалах Зала Колстона и на кладбище Арнос-Вейл в Бристоле, и в других местах в Бате, Сомерсете. Тинтесфилд в основном использовали в качестве дома сэра Юстаса, а также в качестве дома Ватсонов в Лондоне.

Финальная сцена эпизода выдвигает возможную идею, что все серии в современной обстановке на самом деле воспроизводятся в Чертогах разума викторианского Холмса. Марк Гэтисс заявил в «Sherlock: The Abominable Bride Post-Mortem»:
Благодаря наличию этой сцены в конце эпизода, где мы возвращаемся в Викторианский Лондон — Викторианскую Бейкер-стрит — и Шерлок чётко говорит: «Это просто моё предположение о том, как может выглядеть будущее», у нас открылось нелепое окно, что все серии «Шерлока» могут быть наркотическими бреднями викторианского Шерлока Холмса. Что означает, что мы можем делать всё, что угодно.

## Отсылки
Заявление Мориарти «Нет ничего нового под луной. Вроде уже было нечто похожее» происходит из одного из оригинальных рассказов о Шерлоке Холмсе Артура Конан Дойла, «Этюд в багровых тонах». Но оно также ссылается на библейскую книгу Екклесиаста (Еккл. 1:9): «Что было, то и будет; и что делалось, то и будет делаться, и нет ничего нового под солнцем».
Упоминание Майкрофтом дела в Мэнор-Хаусе является отсылкой к «Случаю с переводчиком».

## Показ
В Великобритании «Безобразная невеста» за ночь заработала сильные рейтинги, собрав у экранов телевизоров на Новый год более чем 8,4 миллионов зрителей для BBC One. Окончательный, официальный сводный рейтинг после 7 дней составил 11,6 миллионов зрителей, что делает его самой просматриваемой программой недели в Великобритании.

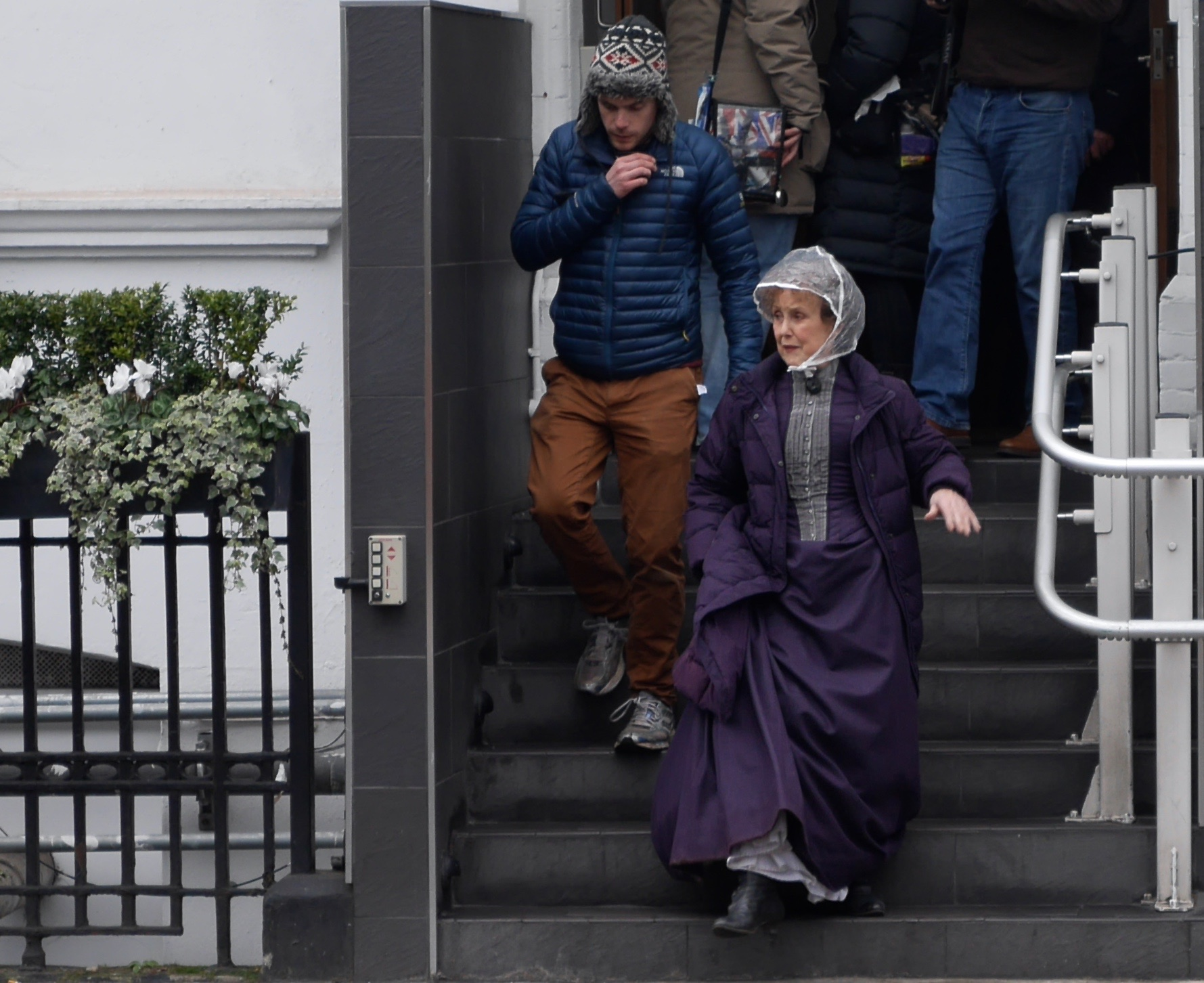
Уна Стаббс в костюме Миссис Хадсон для эпизода в феврале 2015 года

Эпизод был показан в 9 часов вечера на BBC One, PBS и OTE Cinema 4 HD. Он также был показан в 100 кинотеатрах по всей Великобритании.
Специальная расширенная версия «Безобразной невесты» с двадцатью минутами дополнительной съёмки, в том числе экскурсия с гидом по местам съёмок на 221B Бейкер-стрит с исполнительным продюсером Моффатом и короткометражное видео о создании фильма с Камбербэтчем и Фрименом, получила ограниченный прокат в кинотеатрах в Гонконге, Дании и Австралии 2 января 2016 года, 3 января 2016 года в Финляндии, полный прокат в Китае 4 января 2016 года и ограниченный прокат в Великобритании и США 5—6 января 2016 года и в Италии 12—13 января 2016 года. В Японии фильм был выпущен 19 февраля 2016 года.
В кинотеатрах фильм (вместе с бонусными видео) сильно держался, особенно в Китае и Южной Корее, собрав 5,39 миллионов USD (3,68 млн GBP) в премьерный день (4 января) в Китае, согласно «Deadline», так как 1,7 миллионов людей в стране увидели один эпизод. В Южной Корее он собрал 5 миллионов USD. В общей сложности в Китае он собрал 161,315 млн юаней. По поводу этих успешных рейтингов Салли де Сент-Круа сказала: «После сильного выступления на BBC One шоу теперь получило многомиллионный успех в кассах кинотеатров Южной Кореи и Китая — выдающееся достижение для британского телешоу». В первый уик-энд в Японии фильм собрал 578 109 долларов. В целом, специальный кинопоказ в международном прокате собрал 38 400 603 долларов.